# Cerotainia jolyi
Cerotainia jolyi là một loài ruồi trong họ Asilidae. Cerotainia jolyi được Kaletta miêu tả năm 1986. Loài này phân bố ở vùng Tân nhiệt đới.